# Розстріл євреїв біля Ратна

## Масовий розстріл євреїв біля Ратна
У 1941 році в містечку Ратне проживало 1800 євреїв. 22 червня 1941 року війська Вермахту перетнули кордон Радянського союзу. Невеличкі села і містечка, наприклад Ратне чи Кортеліси опинилися під окупацією в перші дні війни. Перед євреями Ратного встала непроста дилема-або залишатися, або намагатися виїхати разом із радянськими військами. Однією із сторінок Холокосту є розстріл єврейського населення на Волині. Навесні 1942 року для єврейського населення Ратного було засновано гетто. Після нападу партизанів у червні 1942 року німці розстріляли тут понад 110 євреїв та декількох українців. Вже потім німецькі війська за підтримки місцевої української поліції, яка встала на їхню сторону, ліквідували гетто 26 серпня 1942 року. Майже 1300 євреїв вивезли із гетто вантажівками до піщаних кар'єрів поблизу села Прохід і там розстріляли. Зараз на місці розстрілу встановлено меморіал жертвам цієї трагедії. 
У серпні німці набрали українських жителів села Прохід, щоб рити ями у піщаному кар’єрі у лісі неподалік Ратного. 26 серпня 1942 року гетто було ліквідоване підрозділом зовнішньої служби гестапо у Бресті з допомогою місцевої німецької жандармерії та української допоміжної поліції.
Були і такі люди, які рятували життя євреїв. Одним із таких людей був Михайло Хабовець, який переховував близько 10 євреїв на своєму господарстві.
Євреї рідко коли знаходили підтримку в місцевого християнського населення. Селянин Михайло Хабовець переховував на своєму господарстві близько десяти євреїв та допомагав євреям безпечно переправлятися до партизанських груп у лісі.
Після того, як Ратне було звільнене, радянська влада почала викопувати пісок для будівництва дороги, тим самим руйнуючи пам'ятне місце. Зараз у лісі біля села Прохід зберігся меморіал, що допоможе людям пам'ятати всі жахи цієї трагедії.
1. ↑  Історичний огляд. protecting-memory-ua.org. Процитовано 25 грудня 2024.
2. ↑   (PDF) https://holocaust.kyiv.ua/Files/zah_pam/Ratne.pdf. {{cite web}}: Пропущений або порожній |title= (довідка)
3. ↑  Історичний огляд. protecting-memory-ua.org. Процитовано 24 грудня 2024.
4. ↑  Історичний огляд. protecting-memory-ua.org. Процитовано 26 грудня 2024.